# Deschutes River Woods
Deschutes River Woods az Amerikai Egyesült Államok északnyugati részén, Oregon állam Deschutes megyéjében, Bend délnyugati határán, a Deschutes-folyótól délnyugatra, Seventh Mountainnel átellenben elhelyezkedő statisztikai- és önkormányzat nélküli település. A 2010. évi népszámláláskor 5077 lakosa volt. Területe 15,6 km², melyből 0,2 km² vízi.
A közösség a bendi statisztikai körzet része.
A helyiség területén eredetileg vadászüdülő létesült volna, de az 1960-as években 0,4–2,02 hektár méretű lakótelkekre osztották fel.

## Népesség

### 2010
A 2010-es népszámláláskor  5077 lakója, 1905 háztartása és 1382 családja volt. A népsűrűség 329,7 fő/km2. A lakóegységek száma 2072, sűrűségük 134,6 db/km2. A lakosok 93,7%-a fehér, 0,4%-a afroamerikai, 1,1%-a indián, 0,3%-a ázsiai, 0,1%-a a Csendes-óceáni szigetekről származik, 1,9%-a egyéb, 2,6%-a pedig kettő vagy több etnikumú. A spanyol vagy latino származásúak aránya 6,1% (4,4% mexikói, 0,2% Puerto Ricó-i, 0,1% kubai, 1,3% egyéb spanyol vagy latino származású.)
A háztartások 31,5%-ában élt 18 évnél fiatalabb. 57,5% házas, 8,4% egyedülálló nő, 6,6% egyedülálló férfi, 27,5% pedig nem család. 18,9% egyedül élt; 3,9%-uk 65 éves vagy idősebb. Egy háztartásban átlagosan 2,67 személy élt; a családok átlagmérete 3,01 fő.
A medián életkor 39,8 év volt. Lakóinak 24,4%-a 18 évesnél fiatalabb, 4,5% 18 és 24 év közötti, 26,9%-uk 25 és 44 év közötti, 33,5%-uk 45 és 64 év közötti, 8,5%-uk pedig 65 éves vagy idősebb. A lakosok 51,7%-a férfi, 48,3%-a pedig nő.

### 2000
A 2000-es népszámláláskor   4631 lakója, 1666 háztartása és 1268 családja volt. A népsűrűség 300,7 fő/km2. A lakóegységek száma 1727, sűrűségük 112,1 db/km2. A lakosok 95,7%-a fehér, 0,3%-a afroamerikai, 0,6%-a indián, 0,3%-a ázsiai, 0,1%-a a Csendes-óceáni szigetekről származik, 1,3%-a egyéb-, 1,7%-a pedig kettő vagy több etnikumú. A spanyol vagy latino származásúak aránya 3,3% (2,2% mexikói,  0,1% kubai, 1% pedig egyéb spanyol/latino származású.)
A háztartások 40,6%-ában élt 18 évnél fiatalabb. 63,6% házas, 7,5% egyedülálló nő; 23,9% pedig nem család. 17% egyedül élt; 4%-uk 65 éves vagy idősebb. Egy háztartásban átlagosan 2,78 személy élt; a családok átlagmérete 3,12 fő.
Lakóinak 29,3%-a 18 évesnél fiatalabb, 4% 18 és 24 év közötti, 35,1%-uk 25 és 44 év közötti, 21,6%-uk 45 és 64 év közötti, 7,9%-uk pedig 65 éves vagy idősebb. A medián életkor 34,9 év volt. Minden 100 nőre 108,8 férfi jut; a 18 évnél idősebb nőknél ez az arány 108,1.
A háztartások medián bevétele 42 717 amerikai dollár, ez az érték családoknál $45 046. A férfiak medián keresete $34 053, míg a nőké $22 368. Az egy főre jutó bevétel (PCI) $16 934. A családok 6,6%-a, a teljes népesség 8,8%-a élt létminimum alatt; a 18 év alattiaknál ez a szám 7,9%, a 65 évnél idősebbeknél pedig 2,1%.

## Fordítás
Ez a szócikk részben vagy egészben  a   Deschutes River Woods, Oregon című angol Wikipédia-szócikk ezen változatának fordításán alapul.  Az eredeti cikk szerkesztőit annak laptörténete sorolja fel. Ez a jelzés csupán a megfogalmazás eredetét és a szerzői jogokat jelzi, nem szolgál a cikkben szereplő információk forrásmegjelöléseként.